# Unterholzhausen (Altötting)
Unterholzhausen ist ein Gemeindeteil der oberbayerischen Kreisstadt Altötting im gleichnamigen Landkreises. Er gehört zur Gemarkung Raitenhart.

## Lage
Das Pfarrdorf liegt 3,5 Kilometer nordwestlich des Wallfahrtsortes Altötting, am rechten Ufer des Inn.

## Geschichte
Der Ort wurde erstmals um 1130 urkundlich erwähnt und stand bereits damals in Verbindung mit dem Chorherrenstift Au am Inn. Um 1460 begann der Bau der Pfarr- und Wallfahrtskirche Mariä Heimsuchung. Unterholzhausen war Hauptort der von 1818 bis 1971 bestehenden Gemeinde Raitenhart.
1905 wurde die Freiwillige Feuerwehr Raitenhart gegründet, die ihren Standort in Unterholzhausen hat.

## Baudenkmäler
- Pfarr- und Wallfahrtskirche Mariä Heimsuchung: spätgotisch, 15. Jahrhundert, 2011 renoviert
- Ehemaliges Stiftshaus des Klosters Au am Inn, ehemaliges Pfarrhaus

## Religion
Unterholzhausen ist eine eigenständige Pfarrei. Mit zwei Altöttinger Pfarreien bildet es einen Pfarrverband. In der katholischen Pfarrkirche finden jeden Mittwoch und Sonntag Gottesdienste statt.